# Gargara inconspicua
Gargara inconspicua är en insektsart som beskrevs av Gustaf Emanuel Haglund 1899. Gargara inconspicua ingår i släktet Gargara och familjen hornstritar. Inga underarter finns listade i Catalogue of Life.